# جيم موران (كرة سلة)
جيم موران (بالإنجليزية: Jim Moran)‏ مواليد 3 ديسمبر 1978 في نيويورك، هو مدرب كرة سلة أمريكي ولاعب سابق. بدأ مسيرته الاحترافية في سنة 2001. يدرب بورتلاند ترايل بلايزرز في الرابطة الوطنية لكرة السلة. يبلغ طوله 6 قدم 7 بوصة (2.0 م). اعتزل اللعب في 2011. لعب مع سي بي غران كناريا في ليغا أيه سي بي.

## روابط خارجية
- جيم موران على موقع الاتحاد الدولي لكرة السلة (الإنجليزية)
- جيم موران على موقع الدوري الإسباني لكرة السلة (الإسبانية)
- جيم موران على موقع كرة السلة الأوروبية.كوم (الإنجليزية)
- جيم موران على موقع كلية كرة السلة في سبورتس رفرنس.كوم (الإنجليزية)
- جيم موران على موقع ريلجم (الإنجليزية)
- جيم موران على موقع بروبوليرز (الإنجليزية)
- جيم موران على موقع سبورتس رفرنس (الإنجليزية)
- جيم موران على موقع سبورتس رفرنس (الإنجليزية)